# Argumento de la belleza

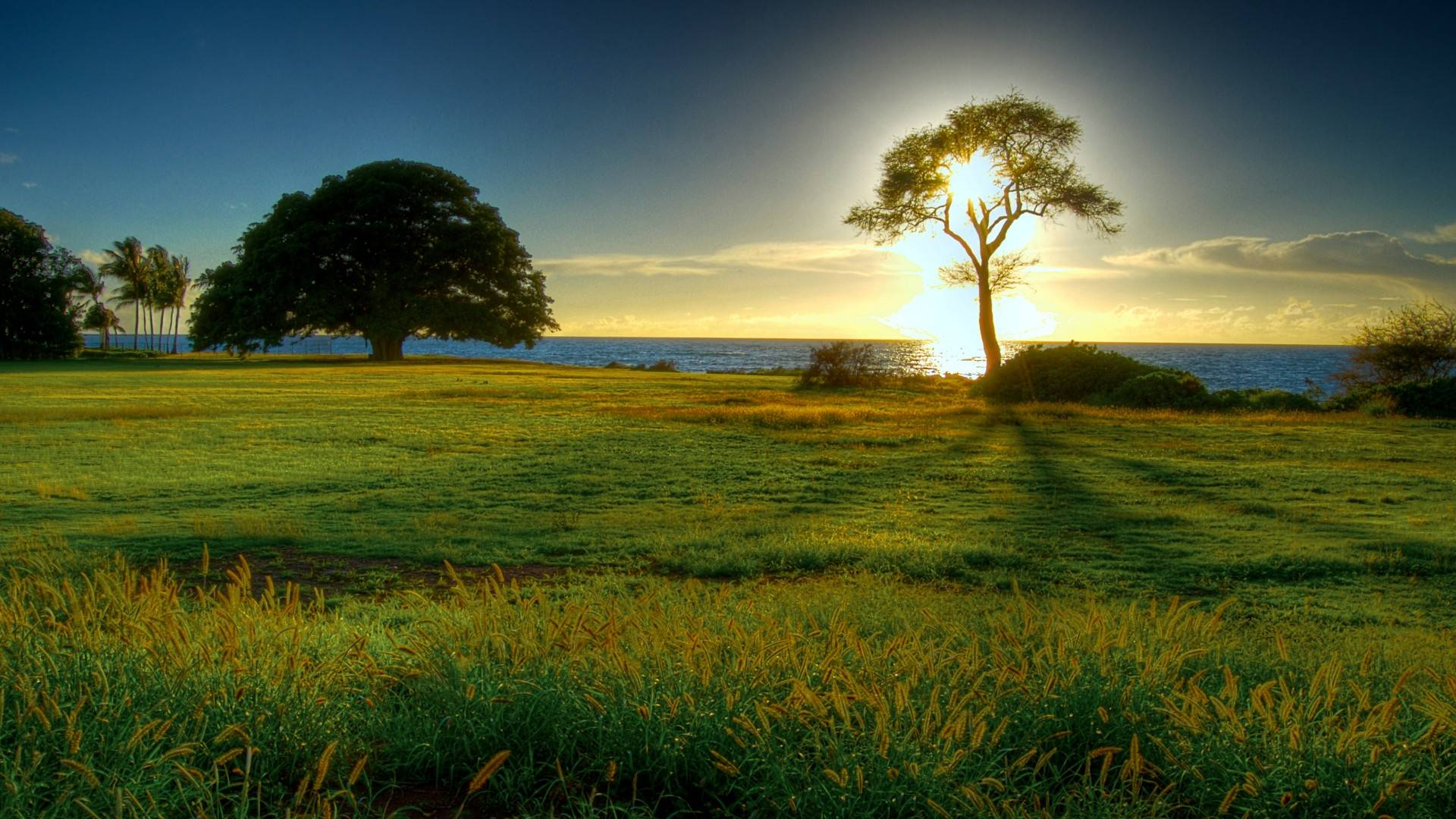
El argumento de la belleza apela a la belleza como una propiedad metafísica que no puede explicarse mediante explicaciones materialistas.

El argumento de belleza (también el argumento estético) es un argumento para la existencia de conceptos e ideas inmateriales o, más generalmente, para la existencia de Dios, como una variante del argumento teleológico, donde lo que es bello debió de ser creado por algo bello.
Platón argumentó que hay un mundo trascendente donde residen ideas abstractas, o universales, que son más perfectas y reales que los ejemplos físicos de esas ideas. Los filósofos posteriores conectaron este plano con la idea de bondad, belleza y luego con el Dios cristiano.
Se ha argumentado que la experiencia de la belleza es evidencia de la existencia de un Dios universal. Dependiendo del observador, esto podría incluir cosas artificialmente hermosas como música o arte, belleza natural como paisajes o cuerpos astronómicos, o la elegancia de ideas abstractas como las leyes de las matemáticas o la física.
1. Si Dios existe, la belleza existe.
2. La belleza existe.
3. Dios existe.

El defensor más conocido del argumento estético es Richard Swinburne.

## Historia del argumento
El argumento de la belleza tiene dos aspectos. El primero está relacionado con la existencia independiente de lo que los filósofos denominan "universal" (véase Universal (metafísica) y también Problema de los universales).

### Platón

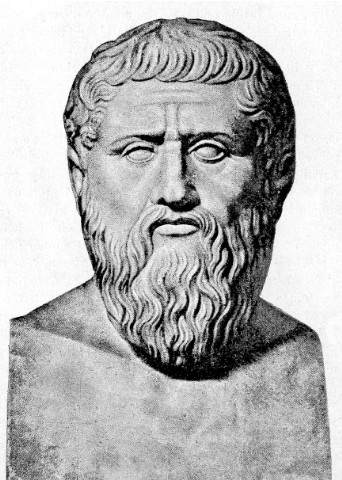
En El banquete, Platón considera a la belleza como la idea suprema.

Platón (427 - 347 a. C.) argumentó que los ejemplos particulares de, digamos un círculo, no alcanzan al ejemplo perfecto de un círculo que existe fuera del reino de los sentidos como una Idea eterna. La belleza para Platón es un tipo de universal particularmente importante. La belleza perfecta existe solo en la forma eterna de la belleza. Para Platón, el argumento a favor de una idea atemporal de la belleza no implica tanto si los dioses existen (Platón no fue un monoteísta) sino si existe un reino inmaterial independiente y superior al mundo imperfecto de los sentidos.

### Plotino
Pensadores griegos posteriores, como Plotino (c. 204 - 270 d. C.) expandieron el argumento de Platón para apoyar la existencia de un "Uno" totalmente trascendente, que no contiene partes. Plotino identificó este "Uno" con el concepto de "Bien" y el principio de "Belleza".

### En el cristianismo
El cristianismo adoptó esta concepción neoplatónica y la vio como un fuerte argumento para la existencia de un Dios supremo.

#### San Agustín

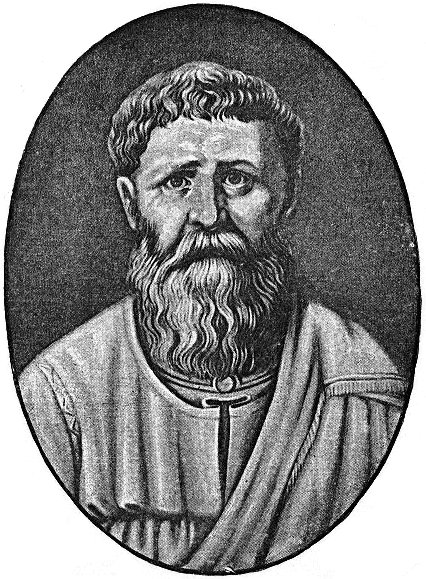
Agustín de Hipona.

A principios del siglo V, por ejemplo, Agustín de Hipona (354 - 430) discute las muchas cosas hermosas de la naturaleza y pregunta: "¿Quién hizo estas hermosas cosas cambiantes, si no uno que es hermoso e inmutable?"  Este segundo aspecto es lo que la mayoría de la gente hoy entiende como el argumento de la belleza.

#### Richard Swinburne
El filósofo contemporáneo de la religión Richard Swinburne, conocido por sus argumentos filosóficos sobre la existencia de Dios, aboga por una variación del argumento de la belleza:

Dios tiene razones para hacer un mundo básicamente hermoso, aunque también para dejar algo de la belleza o la fealdad del mundo dentro del poder de las criaturas para determinar; pero parece tener una razón primordial para no hacer que un mundo básicamente feo supere los poderes de las criaturas para mejorar. Por lo tanto, si hay un Dios, hay más razones para esperar un mundo básicamente bello que uno feo. A priori, sin embargo, no hay una razón particular para esperar un mundo básicamente hermoso en lugar de un mundo feo. En consecuencia, si el mundo es hermoso, ese hecho sería evidencia de la existencia de Dios. Porque, en este caso, si permitimos que k sea 'hay un universo físico ordenado', e 'hay un universo hermoso', y h 'hay un Dios', P (e / hk) será mayor que P (e / k) ... Sin embargo, pocos negarían que nuestro universo (aparte de sus habitantes animales y humanos, y los aspectos sujetos a su control inmediato) tenga esa belleza. Los poetas, los pintores y los hombres comunes a lo largo de los siglos han admirado durante mucho tiempo la belleza de la procesión ordenada de los cuerpos celestes, la dispersión de las galaxias a través de los cielos (de alguna manera aleatoria, de alguna manera ordenada), y las rocas, el mar y viento interactuando en la tierra, el espacioso firmamento en lo alto, y todo el cielo azul etéreo, el agua lamiendo las 'rocas eternas', y las plantas de la jungla y De climas templados, contrastando con el desierto y los residuos árticos. ¿Quién en sus sentidos negaría que aquí hay belleza en abundancia? Si nos limitamos al argumento de la belleza de los mundos inanimado y vegetal, el argumento seguramente funciona ".

## Arte como camino a Dios
La invocación más frecuente del argumento de la belleza actual implica la experiencia estética que se obtiene de la literatura, la música o el arte. En la sala de conciertos o en el museo uno puede sentirse fácilmente alejado de lo mundano. Para muchas personas este sentimiento de trascendencia se acerca a lo religioso en intensidad. Es un lugar común considerar las salas de conciertos y los museos como las catedrales de la era moderna porque parecen traducir la belleza en significado y trascendencia. Dostoievski fue un defensor de la naturaleza trascendente de la belleza. Su enigmática declaración: "La belleza salvará al mundo" se cita con frecuencia.
Aleksandr Solzhenitsyn en su conferencia del Premio Nobel reflexionó sobre esta frase:

«Y quizás esa vieja trinidad de la Verdad y el Bien y la Belleza no sea solo la fórmula formal pasada de moda que solía parecernos a nosotros durante nuestra juventud embriagadora y materialista. Si las crestas de estos tres árboles se unen, como solían afirmar los investigadores y exploradores, y si las ramas demasiado obvias y demasiado rectas de Verdad y Bien son aplastadas o amputadas y no pueden alcanzar la luz, tal vez lo caprichoso, impredecible e inesperado Las ramas de la Belleza se abrirán paso y se elevarán hasta ese mismo lugar y de esta manera realizarán el trabajo de los tres. Y en ese caso, no fue un error para Dostoyevsky decir que "la belleza salvará al mundo", sino una profecía. Después de todo, se le dio el don de ver mucho, estaba extraordinariamente iluminado. Y, en consecuencia, tal vez el arte, la literatura puedan, de hecho, ayudar al mundo de hoy.»

En su superventas, The God Delusion, Richard Dawkins describe el argumento así:

«Otro personaje de la novela de Aldous Huxley que se acaba de mencionar demostró la existencia de Dios al hacer sonar el cuarteto de cuerda n.º 15 de Beethoven ('Heiliger Dankgesang') en un gramófono. Por poco convincente que parezca, representa un argumento popular. He dejado de contar la cantidad de veces que recibo el desafío más o menos truculento: '¿Cómo cuentas a Shakespeare , entonces?' (Sustituya el gusto de Schubert, Michelangelo, etc.). El argumento será tan familiar que no necesito documentarlo más. Pero la lógica detrás de esto nunca se explica, y cuanto más lo piensas, más vacuo te das cuenta de que es. Obviamente los cuartetos tardíos de Beethoven son sublimes. Así son los sonetos de Shakespeare. Son sublimes si Dios está allí y son sublimes si él no está. No prueban la existencia de Dios; prueban la existencia de Beethoven y de Shakespeare. A un gran director de orquesta se le atribuye el decir: "Si tienes que escuchar a Mozart, ¿por qué necesitarías a Dios?".»

## Bases filosóficas de la ciencia y las matemáticas

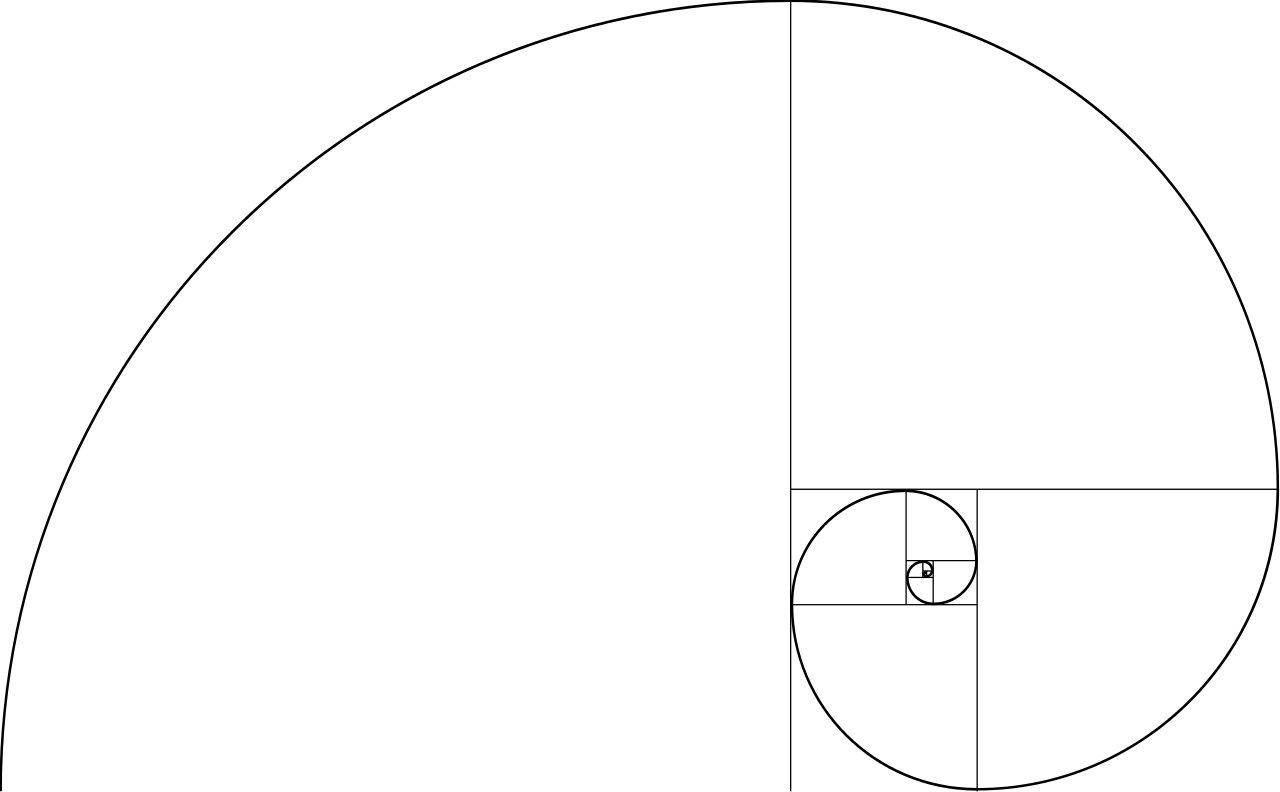
En De divina proportione, Luca Pacioli consideró al número áureo como divino, por ser único, inconmensurable y omnipresente en la naturaleza.

Exactamente qué atribuye la belleza en las matemáticas y la ciencia se cuestiona acaloradamente en filosofía de las matemáticas. El argumento de la belleza en la ciencia y las matemáticas es un argumento para el realismo filosófico contra el nominalismo.
El debate gira en torno a la pregunta: "¿Las cosas, como las leyes científicas, los números y los conjuntos tienen una existencia" real "independiente fuera de las mentes humanas individuales?. El argumento es bastante complejo y aún está lejos de ser resuelto. Los científicos y los filósofos a menudo se maravillan de la congruencia entre la naturaleza y las matemáticas. En 1960, el físico y matemático ganador del Premio Nobel Eugene Wigner escribió un artículo titulado " La efectividad irrazonable de las matemáticas en las ciencias naturales ". Señaló que "la enorme utilidad de las matemáticas en las ciencias naturales es algo que limita con lo misterioso y que no hay una explicación racional para ello".
Al aplicar las matemáticas para comprender el mundo natural, los científicos a menudo emplean criterios estéticos que parecen estar muy alejados de la ciencia. Einstein dijo una vez que "las únicas teorías físicas que estamos dispuestos a aceptar son las hermosas". Por el contrario, la belleza a veces puede ser engañosa; Thomas Huxley escribió que "La ciencia es un sentido común organizado, donde muchas de las bellas teorías fueron asesinadas por un hecho feo".

## Críticas
El argumento implica que la belleza es algo inmaterial en lugar de ser una respuesta neurológica subjetiva a los estímulos.

Los filósofos desde Immanuel Kant argumentan cada vez más que la belleza es un artefacto de las mentes humanas individuales. El científico y político Benjamin Franklin, en Poor Richard's Almanack escribió: "La belleza, como el dominio supremo, es apoyada por la opinión". En los Ensayos sobre moral y política, filósofo David Hume declaró que: "La belleza en las cosas existe meramente en la mente que las contempla". La escritora Margaret Wolfe Hungerford en Molly Bawn, escribió famosa frase:
"La belleza está en el ojo del observador".
Una "hermosa" puesta de sol es, según esta perspectiva, estéticamente neutral en sí misma. Es nuestra respuesta cognitiva la que la interpreta como "hermosa". Otros podrían argumentar que esta respuesta cognitiva se ha desarrollado a través del desarrollo evolutivo del cerebro y su exposición a estímulos particulares durante largas edades. Otros señalan que la existencia del mal y varios tipos de fealdad invalidan el argumento. Joseph McCabe, un escritor librepensador de principios del siglo XX, cuestionó el argumento en The Existence of God, cuando preguntó si Dios también creó microbios y parásitos.
En una entrevista con Stephen Fry expresó en Big Think:

"No se puede decir que hay un Dios porque bueno, el mundo es hermoso. Hay que tener en cuenta el cáncer de huesos en los niños. Hay que tener en cuenta el hecho de que casi todos los animales en la naturaleza viven bajo el estrés y no son suficientes para come y morirá muertes violentas y sangrientas. No hay forma de que puedas elegir las partes bonitas y decir que hay un Dios e ignorar el hecho real de lo que es la naturaleza. La maravilla de la naturaleza debe tomarse en su totalidad y es algo maravilloso. Es absolutamente maravilloso y la idea de que un ateo o un humanista, si lo quieres decir de esa manera, no se maraville ni se maraville de la realidad, como son las cosas, no tiene sentido. nos preguntamos todo el camino. No nos limitamos a decir lo que no puedo entender, lo llamaré Dios, que es lo que la humanidad ha hecho históricamente ".
Stephen Fry: The Importance of Unbelief

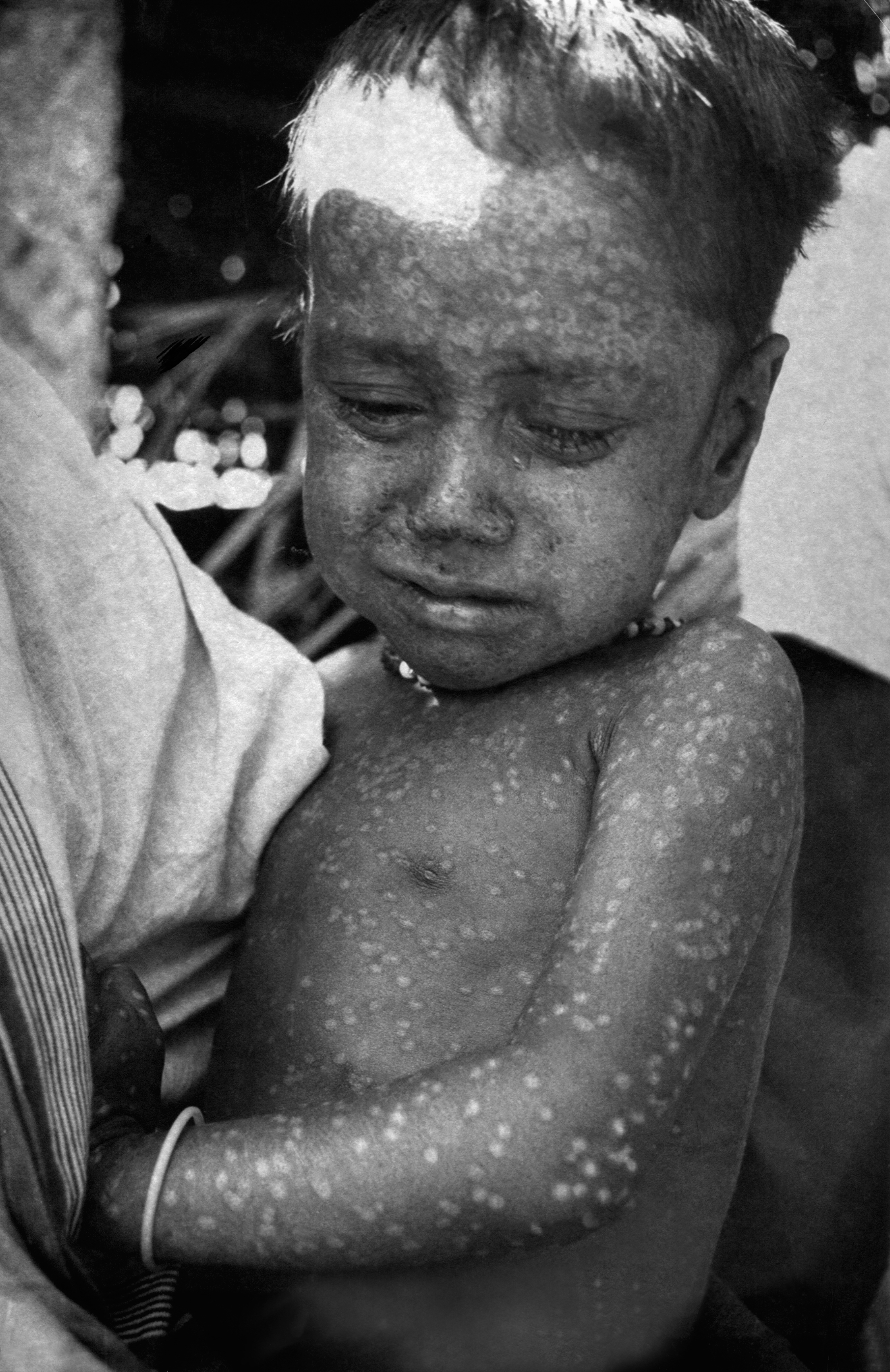
Para Thomas Hobbes, en la naturaleza, la vida es solitaria, pobre, desagrable, brutal y corta.

Bertrand Russell no tuvo problemas para ver la belleza en las matemáticas, pero no lo vio como un argumento válido para la existencia de Dios. En el Study of Mathematics, escribió: "Las matemáticas, bien vistas, poseen no solo la verdad, sino también la belleza suprema, una belleza fría y austera, como la de la escultura, sin apelar a ninguna parte de nuestra naturaleza más débil, sin los hermosos adornos de Pintura o música, pero sublimemente pura y capaz de una severa perfección como la que solo el mejor arte puede mostrar. El verdadero espíritu de deleite, la exaltación, la sensación de ser más que el Hombre, que es la piedra de toque de la más alta excelencia, se encuentra en las matemáticas con tanta seguridad como en la poesía". Sin embargo, también escribió: "Mi conclusión es que no hay razón para creer ninguno de los dogmas de la teología tradicional y, además, que no hay razón para desear que fueran verdaderas. El hombre, en la medida en que no está sujeto a fuerzas naturales, es libre de desarrollar su propio destino. La responsabilidad es suya, y también lo es la oportunidad ". HL Mencken declaró que los humanos han creado cosas de mayor belleza cuando escribió: "También paso por alto los artificios relativamente crudos de este Creador en el campo estético, en el que ha sido superado por el hombre, como, por ejemplo, por su habilidad para el diseño., por complejidad o por belleza, los sonidos de una orquesta".
Richard Dawkins parodia el argumento resumiéndolo como: "¿Cómo se atreve otro ser humano a hacer una música / poesía / arte tan hermosa cuando no puedo? Debe ser Dios quien lo hizo".